# جيمس ليون هولمز
جيمس ليون هولمز (بالإنجليزية: James Leon Holmes)‏ هو محامي وقاضي أمريكي، ولد في 31 مارس 1951 في هازن في الولايات المتحدة.